# Epilobium angustifolium
Epilobium angustifolium (L., 1753), comunemente noto come camenèrio, è una pianta erbacea appartenente alla famiglia delle Onagraceae, diffusa in Eurasia, Nordafrica e Groenlandia.

## Etimologia
Un tempo veniva incluso nel genere Chamaenerion: il vecchio nome generico deriva dal greco χαμαί (khamái, "a terra, basso") e dal latino nerium ("oleandro") e significa quindi "simile a un piccolo oleandro". Il nome dell'attuale genere deriva invece dal greco ἐπί (epí, "sopra") e λοβός (lobòs, "lobo"), per i petali inseriti sopra l'ovario. 
L'epiteto specifico angustifolium allude invece alle foglie relativamente strette.

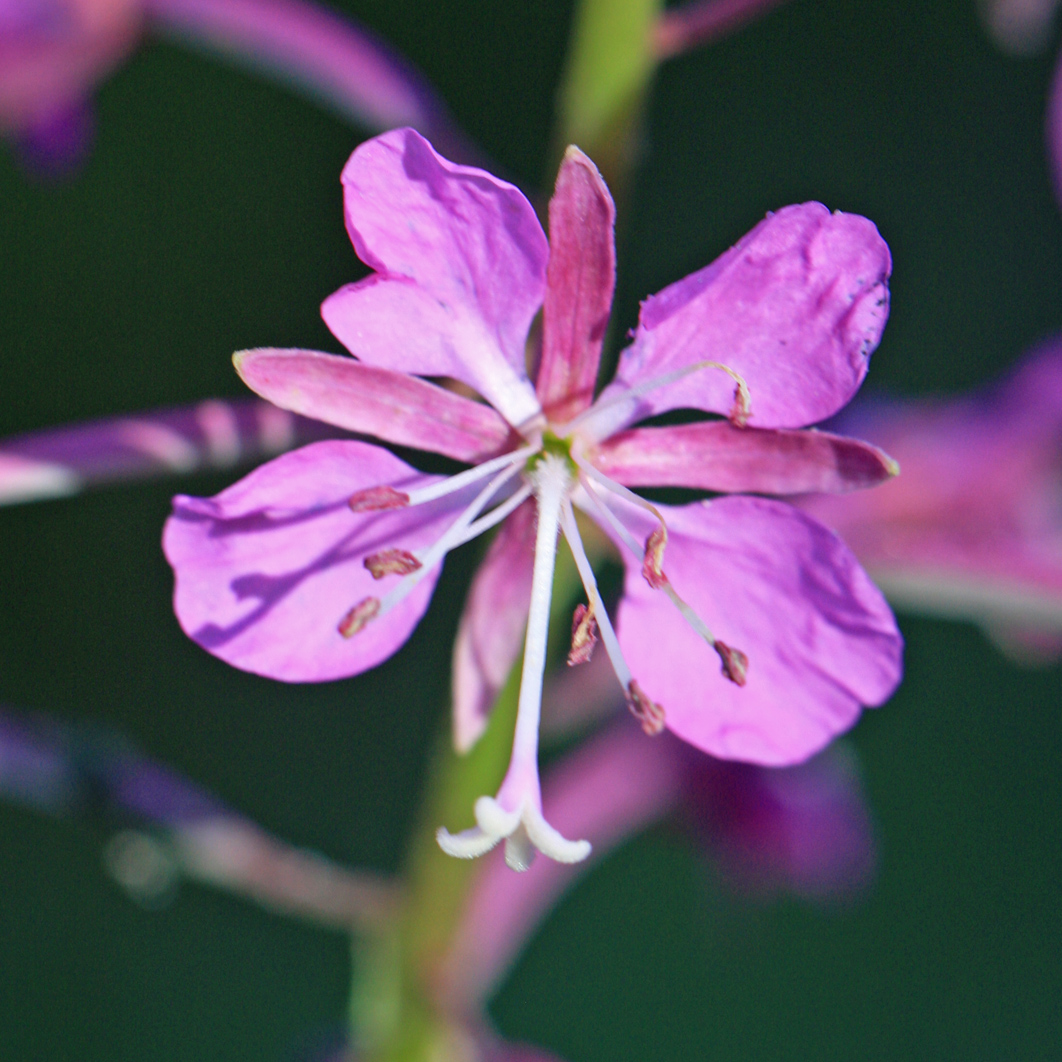
dettaglio di un fiore

## Descrizione
Ha un fusto eretto alto fino ad 1,50-2 metri. Possiede anche un rizoma molto ramificato.
Ha foglie lanceolate a fillotassi alterna, intere, strettamente lanceolate.
I fiori hanno un diametro di 2–3 cm, con quattro petali da magenta a rosa e quattro sepali rosa più stretti. Lo stilo termina con quattro stimmi. Gli stami sono 8.
I fiori sono portati in infiorescenza. L'infiorescenza è un racemo terminale simmetrico che fiorisce progressivamente dal basso verso l'alto, producendo una forma piramidale affusolata. Periodo di fioritura: luglio-agosto.

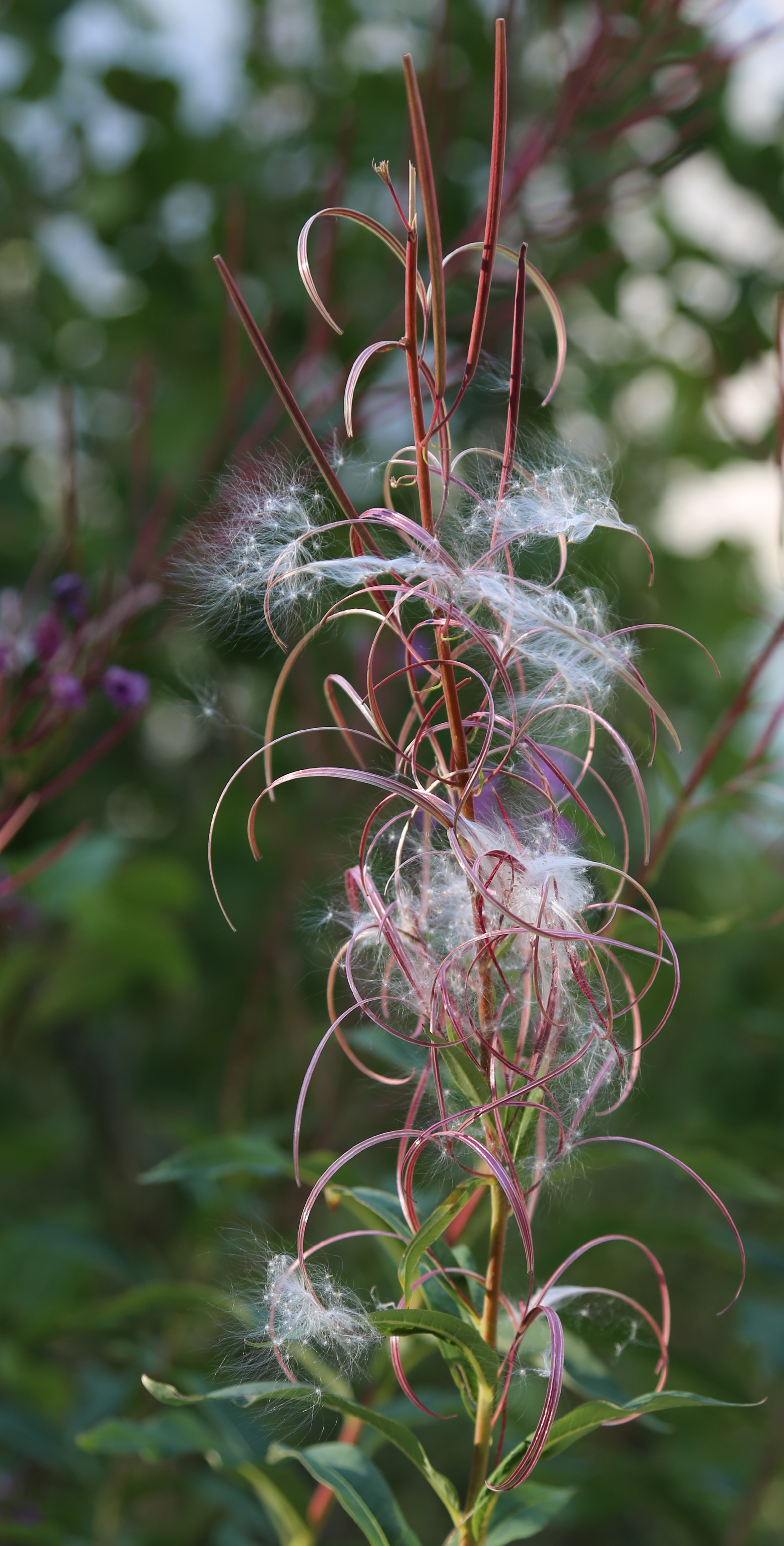
capsule aperte che liberano i semi piumosi

I frutti sono delle capsule deiscenti in quattro sezioni, contenenti  molti minuti semi marroni (da 300 a 400 per capsula e circa 80.000 per pianta).
I semi hanno peli setosi per favorire la dispersione ad opera del vento.
Forma biologica: emicriptofita scaposa.

## Distribuzione e habitat
Il camenèrio cresce in zone sassose, ghiaiose (sponde dei corsi d'acqua) nonché sui detriti e le macerie, ma accetta anche suoli mediamente profondi, spesso su suoli silicei.
Il camenerio è diffuso nelle zone temperate più frequentemente montane (oltre i 1000 m) dell'emisfero boreale. È presente in tutte le regioni d'Italia, ed in particolare sulle Alpi.
Specie igrofila e assai frugale. Il motivo per cui è spesso chiamato "fiore di sant'Anna" è il periodo di fioritura.
In aree montane è una delle piante più abbondanti dopo gli incendi forestali (questo viene ricordato nel nome vernacolo inglese 'fireweed' cioè erbaccia del fuoco).

## Tassonomia
Di E. angustifolium sono riconosciute valide due sottospecie, oltre a quella nominale:
- Chamaenerion angustifolium subsp. angustifolium
- Chamaenerion angustifolium subsp. circumvagum (Mosquin) Hoch [4]

## Curiosità
Durante i rimboschimenti che interessarono nel primo dopo guerra l'Altopiano dei Sette Comuni, l'Epilobium angustifolium fu diserbato meccanicamente per mezzo di falcetto dagli operatori addetti, in quanto soffocante e infestante. In particolare invase tutti i terreni denudati a causa della guerra.

## Usi
L'epilobio è un'erba officinale e medicinale, ed ha interessanti proprietà per la prostata e lo stomaco.
Le foglie giovani e i germogli sono commestibili sia crudi che cotti.
L'epilobio è una pianta mellifera e viene bottinata dalle api; la pianta è diffusa e si trova spesso nel miele in montagna, ma non si riesce ad avere quello monoflorale.